# آیانا تسوباکی
آیانا تسوباکی (به انگلیسی: Ayana Tsubaki) (زاده ۱۵ ژوئیهٔ ۱۹۸۴) مدل و شخصیت تلویزیونی ژاپنی است.
او یک زن ترنس است.